# Вршиоци управе
Вршиоци управе су субјекти који врше управну делатност.
Разликују се 3 категорије субјеката који врше управну делатност:
1. Оне који су у оквиру организационе подструктуре управних органа
То могу бити: а) органи управе; б) посебне управне организације. Ови субјекти поседују изворна овлашћења и вршење управних активности спада у њихову основну делатност. Поред основне делатности они се баве и одређеним стручним пословима.
2. Оне који су у оквиру организационе подструктуре других државних органа
Ови субјекти обављају управну активност, али се не налазе у саставу управних органа већ на пр. у саставу судских или законодавних органа (судска управа или стручна служба скупштине).
3. Они који се не налазе у оквиру државне организационе структуре
Они немају изворна овлашћења већ имају законско овлашћење да се баве управном делатношћу (недржавни субјекти са јавним овлашћењима). Делимо их на јавне установе, јавна предузећа и удружења грађана.
4. У облику јавних и других агенција
Поседују посебан правни статус и овлашћења која су им поверена законом. У оквиру њих разликујемо јавне агенције тј. државне и посебне агенције (нпр. БИА).